# La escopeta nacional
La escopeta nacional es una película española de 1978 del director Luis García Berlanga que muestra un ácido retrato de la clase empresarial y política del tardofranquismo, durante el primer lustro de los años setenta. Debido al éxito del filme, le siguieron dos continuaciones más que conformaron la trilogía de la familia Leguineche: Patrimonio nacional (1981) y Nacional III (1982), que gozaron de las bendiciones de crítica y público. Berlanga se inspiró en las cacerías de Franco para realizar la película.

## Sinopsis
Invierno de 1972. Jaume Canivell (José Sazatornil), un fabricante catalán de porteros electrónicos para edificios, viaja  a Madrid con su secretaria (Mónica Randall), que en realidad es su amante, para asistir a una cacería pagada por él mismo en la finca "Los Tejadillos", propiedad de los señores Marqueses de Leguineche, aunque oficialmente es el marqués quien paga la cacería a sus amigos.
El objetivo de Canivell es codearse con la alta sociedad para mejorar su negocio y poder vender sus porteros en las urbanizaciones de nueva construcción. Una vez en la cacería, entabla amistad con Álvaro (Antonio Ferrandis), Ministro de Industria del gabinete, presente en el cazadero. Pero desde que llega a la finca todo son sobresaltos y apariciones de personajes absurdos. Durante su estancia, Canivell y su pareja son testigos de la destrucción de una extravagante colección del marqués (Luis Escobar) de Leguineche, del rapto de una actriz masoquista (Bárbara Rey) por el hijo onanista del marqués (José Luis López Vázquez), o el cambio de gobierno que deja a su contacto ministerial en la calle, lo que obliga a Canivell a ganarse ahora la amistad con el nuevo equipo de gobierno, del Opus Dei, presente también en la cacería.
Entre otros disparates, el propio Canivell debe hacerse pasar por un productor de cine, ayudar a misa en la capilla de la finca, "aceptar" que la cacería la paga el marqués, o devolver "generosamente" un premio de bingo celebrado en la finca.

## Personajes principales
- Jaume Canivell, industrial catalán  (José Sazatornil)
- Mercé, secretaria y amante de Jaume  (Mónica Randall)
- Don José, marqués de Leguineche  (Luis Escobar, marqués de las Marismas del Guadalquivir)
- Álvaro, ministro de Industria  (Antonio Ferrandis)
- Luis José de Leguineche, heredero onanista  (José Luis López Vázquez)
- María Jesús, "Chus", esposa del anterior (Amparo Soler Leal)
- Padre Calvo, capellán del pueblo y franquista enfervorecido (Agustín González)
- Segundo, criado de confianza de Luis José (Luis Ciges)
- Vera del Bosque, actriz amante del ministro (Bárbara Rey)
- Cerrillo, organizador de eventos y de la cacería (Rafael Alonso)

## Producción
Entre las localizaciones de rodaje se encuentra la finca El Ricón, de Madrid. Está en el municipio de Aldea del Fresno (en el suroeste de la Comunidad de Madrid), a 53 km de la capital.

## Premios
34.ª edición de las Medallas del Círculo de Escritores Cinematográficos
| Categoría      | Premiado             | Resultado |
| -------------- | -------------------- | --------- |
| Mejor película | La escopeta nacional | Ganadora  |